# 540
540 је била преступна година.

## Догађаји
- Википедија:Непознат датум — Византијски генерал Белисариус освојио Милано и Остроготску престоницу Равену.
- Википедија:Непознат датум — Остроготски краљ Илдибад наслиједио краља Витигеса.
- Википедија:Непознат датум — Папа Вигилије у писмима императору Јустинијану и патријарху цариградском Мини одбацио монофизитизам.
- Википедија:Непознат датум — Сасандис напао Дару и освојио Антиохију.
- Цар Јустинијан I нуди мир са Витигесу, али Велизар одбија да пренесе поруку. Остроготи се тада нуде да подрже Велизара као цара Запада.
- Мај – Готски рат: Велизар осваја Медиолан (данашње Милано) и готску престоницу Равену. Витигес и његова жена Матасунта одведени су као заробљеници у Цариград.
- Велизар консолидује Италију и почиње операције чишћења, заузимајући готска утврђења. Градови Тицинум и Верона северно од реке По остају у готским рукама.
- Илдибад је наследио Витигеса као краљ Острогота, а свог нећака Тотилу поставља за команданта готске војске. Он поново заузима Венецију и Лигурију у северној Италији.
- У Британији су разна краљевства уједињена од стране владара (високог краља) или господара, док се ратови воде између других.
- Персијски краљ Хозроје I Ануширван након осам година прекида уговор о „вечном миру“ са Византијским царством. Одговарајући на посланство Острогота која позива на акцију против ширења моћи цара Јустинијана I, он води персијску војску уз реку Еуфрат. Извлачећи данак из градова на путу, краљ Хозроје I опседа и заузима Антиохију. Он пљачка град, преносећи вредна уметничка дела, укључујући мермерне статуе и мозаике, назад у Персију.
- Соломон осваја планине Орес од Мавра и шири византијску власт над Нумидијом и Мавретанијом Ситифенсис. Град Тхевесте (Алжир) је обновљен и утврђен.
- Јинхеунг постаје краљ корејског краљевства Сила.
- Касиодор, бивши римски државник, оснива манастир на свом имању у Италији. „Манастирска школа“ Виваријума је намењена високообразованим и софистицираним људима, који преписују свете и световне рукописе, са намером да им то буде једино занимање.
- Бенедикт Нурсијски пише своја монашка правила, која садрже прописе за монахе.
- До глобалног хлађења долази због удара комете или вулканске ерупције у Централној Америци, о чему сведочи глобално смањење раста дрвећа. Недавни докази из швајцарског леденог језгра указују на вулканске ерупције на Исланду. Историјски докази бележе ово као екстремне временске прилике 535–536.

## Рођења
- Википедија:Непознат датум — Папа Георгије I (приближан датум)
- Википедија:Непознат датум — Миридин Вилт, познат као дивљи човјек из шуме и вјероватно извор за чаробњака Мерлина (приближан датум).

## Смрти
- Википедија:Непознат датум — Витигес, Остроготски краљ.
- Википедија:Непознат датум — Преподобна Јелисавета - хришћанска светитељка.
- Википедија:Непознат датум — Свети Јефрем - хришћански светитељ и патријарх антиохијски.
- Википедија:Непознат датум — Преподобни Давид - хришћански светитељ.
- Википедија:Непознат датум — Роман Слаткопојац